# Reichstag (Sacro Imperio Romano Germánico)
Dieta Imperial (Reichstag, en idioma alemán) es el nombre de la dieta del Sacro Imperio Romano Germánico. Nunca fue un parlamento en el sentido actual de ese término, es decir, no respondía a las funciones propias de la división de poderes ni a los criterios de la democracia representativa; sino a la representación del particularismo estamental y territorial propios de la Edad Media y el Antiguo Régimen. Consistía en la asamblea de los príncipes, laicos y eclesiásticos, de cada uno de los estados imperiales (Reichsstände), entidades cuyos gobernantes, de acuerdo con el uso feudal, no estaban sujetos a ninguna autoridad inferior a la del propio emperador.

Representación del Reichstag en un dibujo del siglo

Su papel y función exacta fue cambiando a través de los siglos, de la misma forma que lo hizo el Imperio, al ganar los estados mayor control a expensas del poder central.

## Historia
En principio no había fecha ni lugar de reunión fijos para el Reichstag. Empezó como una convención de los príncipes de las viejas tribus germánicas que formaban el Reino Franco, cuando se tenían que tomar decisiones importantes, probablemente basado en la vieja ley germánica en la que cada líder confiaba en el apoyo de sus hombres principales. Por ejemplo, ya bajo Carlomagno, el Reichstag celebrado en Aquisgrán en 802-803 hizo oficiales las leyes de los Sajones y otras tribus. En 1158, durante el Reichstag en Roncaglia se promulgaron cuatro leyes que alterarían significativamente la constitución (nunca escrita formalmente) del Imperio. Esto supuso el declive del poder central.
En 1356, la Bula de Oro cimentó el concepto de Landesherrschaft: la posibilidad para los príncipes de poder gobernar sus respectivos territorios con independencia. Sin embargo, hasta finales del siglo XV, el Reichstag no fue realmente formalizado como institución. En cambio, los príncipes se reunían irregularmente en la corte del Rey; estas asambleas fueron llamadas normalmente Hoftage (dietas cortesanas). Solo a principios de 1489 fue proclamado formalmente el Reichstag. Estaba dividido en varios collegia, incluyendo el de los Kurfürsten (príncipes electores) y, más tarde, las ciudades que eran reichsunmittelbar, es decir, dependientes directamente del Emperador.
Varios intentos de «reformar» el Imperio para acabar con su lenta desintegración, empezando con el Reichstag en 1495, no tuvieron mucho efecto. Sin embargo, la Paz de Westfalia de 1648 limitó decisivamente el poder del Emperador, obligándole a acatar todas las decisiones tomadas por el Reichstag.
Desde entonces hasta su fin en 1806, el Reich (Imperio) fue simplemente una colección suelta de estados, en gran parte independientes de hecho. Las reuniones del Reichstag más conocidas tuvieron lugar en Worms, donde fue concluida la Reforma del Imperio (1495) y Martín Lutero fue proscrito (1521), así como en Núremberg.
Solo con la inducción del Immerwährender Reichstag en 1663, el Reichstag se convocó permanentemente en una localización fija: la ciudad de Ratisbona.
| 1640 |
| 1675 |